# Turan Shah
Turanshah, también conocido como Turan Shah, (en árabe: توران شاه‎) (? - 2 de mayo de 1250), epíteto: al-Malik al-Muazzam Ghayath al-Din Turanshah (en árabe: الملك المعظم غياث الدين توران شاه‎) fue hijo del sultán Al-Salih Ayyub. Miembro de la dinastía ayubí, reinó brevemente como sultán de Egipto en 1249-1250. Fue el último sultán de la dinastía que reinó en Egipto. Tras su asesinato los mamelucos se hicieron con el poder en la región.

## Toma del poder
Turanshah no era de confianza para su padre, quien lo envió a Hasankeyf para mantenerlo alejado de la política egipcia. Cuando el sultán falleció en noviembre de 1249 en El Mansurá, Turanshah todavía se hallaba en al-Yazira, a varios meses de camino de Egipto. Para no fomentar la crisis en el ejército, la sultana ocultó la muerte de su esposo, y fingió que seguía enfermo en su tienda, y dio las órdenes en su lugar, falsificando su firma. Se formó al mismo tiempo una junta militar para hacer frente a la crisis que suponía el avance de los cruzados.
Turanshah se enteró de la muerte de su progenitor por Faris al-Din Aktai, comandante de los mamelucos Bahri del sultán fallecido, que había sido enviado desde Egipto para traerlo de vuelta y que prosiguiese la guerra contra Luis IX de Francia y la Séptima Cruzada. Aktai llegó a Hasankeyf a principios del ramadán de 647 (12 de diciembre de 1249) y pocos días más tarde, el 11 de Ramadán (18 de diciembre), Turanshah y alrededor de cincuenta acompañantes partieron hacia Egipto. El grupo dio un rodeo para evitar ser interceptado por los enemigos de los ayubíes y el 28 de Ramadán 647 (4 de enero de 1250) llegó al pueblo de Qusayr, cerca de Damasco, en donde hizo su entrada ceremonial al día siguiente, cuando se proclamó oficialmente a Turanshah sultán. 

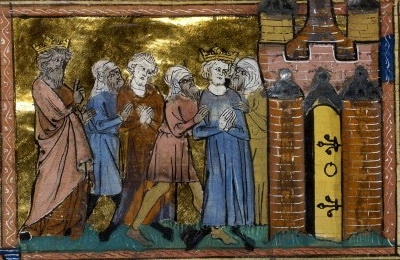
Apresamiento de Luis IX de Francia el 6 de abril de 1250, cuando se retiraba con sus fuerzas hacia Damieta. Aunque la derrota final tuvo lugar tras la asunción del trono por Turanshah, la victoria sobre los cruzados se atribuyó principalmente a los mamelucos de su padre, con los que se enemistó y que acabaron por asesinarlo.

Turanshah permaneció en Damasco durante tres semanas y distribuyó enormes sumas de dinero para asegurar la lealtad de las tropas y los notables de la ciudad. Luego se dirigió a Egipto y llegó a Mansura con solo una pequeña comitiva el 19 Dhul Qa'da (23 de febrero). Para cuando llegó al territorio, el 28 de febrero, los mamelucos de su padre ya habían vencido a los cruzados y luego —en abril— apresaron al rey francés, asegurándole así el trono. La victoria, empero, les otorgó el poder real en el sultanato.

## Enfrentamiento con los mamelucos paternos
El nuevo sultán comenzó las negociaciones con los cruzados para obtener rescate por ellos y recuperar Damieta, pero el desenlace se produjo cuando ya había sido asesinado a comienzos de mayo.
Haciendo caso omiso de los consejos escritos de su difunto padre de honrar y confiar en los mamelucos Bahri, Turan Shah nombró a sus propios (Muazzami) mamelucos para puestos clave. Antepuso a los jóvenes que lo habían acompañado desde Siria a los jefes del ejército que habían derrotado a los cruzados. También enalteció a muchos esclavos negros. Nombró a un eunuco negro ustadar (jefe de la casa real) y a otro amir jandar (jefe de la guardia real). Ambos nombramientos disgustaron a los poderosos mamelucos Bahri.
El retrato de Turanshah de los historiadores del periodo mameluco no necesariamente es fiable pero, según ellos, estaba desequilibrado, gozaba de poca inteligencia y sufría un tic nervioso. En una ocasión, anduvo cortando el extremo de las velas, mientras gritaba: «¡así es como voy a tratar a los mamelucos Bahri!». Presumía de sus intenciones de destituir a los jefes del ejército y se enemistó con la sultana madre, que con habilidad le había facilitado el ascenso al trono.

## Asesinato

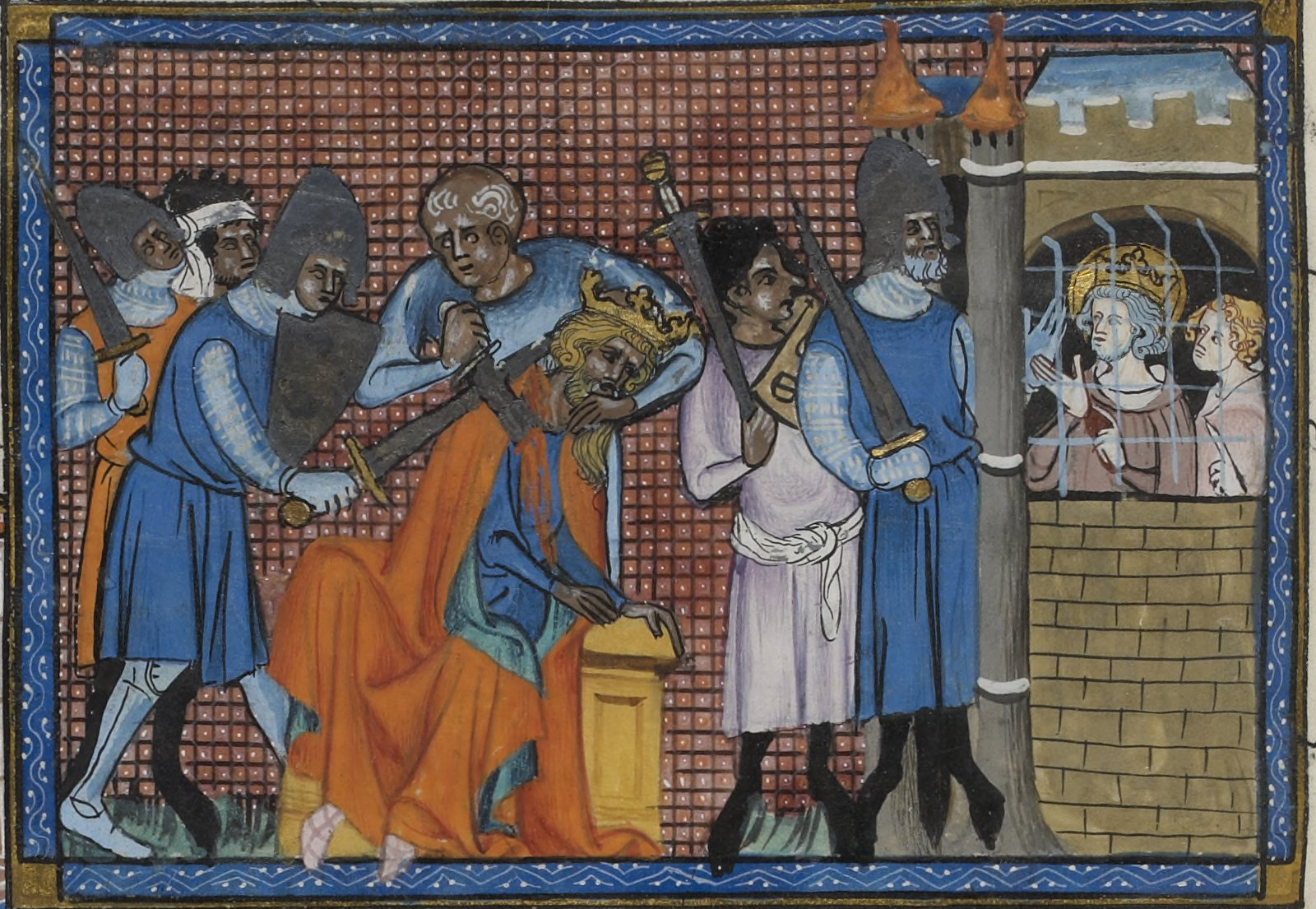
Miniatura medieval que muestra el asesinato del sultán. A la derecha, Luis IX de Francia, cautivo tras la rendición de sus huestes en abril de 1250.

Finalmente los Bahris se cansaron de él. El trato de Turanshah les había ofendido y, posiblemente, creyeron que una vez que hubiese recuperado Damietta de los cruzados, se volvería contra ellos. Una facción de ellos, acaudillada por Baibars, resolvió matarlo; su asesinato fue descrito en detalle por el historiador cruzado Jean de Joinville. 
El 28 de Muharram 648 (2 de mayo de 1250), Turanshah dio un gran banquete. Al final de la fiesta, Baibars, el oficial que había dirigido el victorioso contraataque contra los cruzados en al Mansura, entró en la tienda del sultán y lo apuñaló. El sultán, herido, dio la alarma y gritó que un mameluco Bahri le había acometido; los mamelucos, temiendo el castigo, lo persiguieron hasta el río, donde le dieron muerte. Aunque el sultán se había refugiado en una torre de madera junto al río, sus atacantes le prendieron fuego para obligarlo a abandonarla; una vez en el río, Baibars lo mató a sablazos. Se dice que Faris ad-Din Aktai luego le sacó el corazón y se lo llevó a Luis IX para animarlo en su cautiverio. Según algunos relatos, fue en realidad Aktai y no Baibars quien asesinó al sultán. 
El padre de Turanshah, as-Salih Ayyub, había sido el último de la dinastía en ejercer dominio efectivo sobre Egipto y la hegemonía sobre los otros territorios ayubíes. Turanshah fue el último del linaje principal ayubí en gobernar en Egipto, con la excepción del joven de seis años de edad, hijo de al-Ashraf Musa, que fue instalado brevemente como sultán títere por el mameluco Aybak, en un intento de otorgar legitimidad ayubí al reinado mameluco en Egipto en un momento en los que ayubíes sirios amenazaban con invadir el territorio. El niño gobernaba junto con Aybak y la esposa de al-Salih Ayyub, Shajar al-Durr, con la que el jefe mameluco se había casado tras el asesinato de Turanshah.